# Dichotomius mormon
Dichotomius mormon är en skalbaggsart som beskrevs av Sven Ingemar Ljungh 1799. Dichotomius mormon ingår i släktet Dichotomius och familjen bladhorningar. Inga underarter finns listade i Catalogue of Life.